# Porąbka (powiat olkuski)
Porąbka – wieś w Polsce położona w województwie małopolskim, w powiecie olkuskim, w gminie Trzyciąż.
| SIMC    | Nazwa      | Rodzaj    |
| ------- | ---------- | --------- |
| 0339773 | Na Brzegu  | część wsi |
| 0339780 | Parcela    | część wsi |
| 0339796 | Podwrzosie | część wsi |
| 0339804 | Stara Wieś | część wsi |
| 0339810 | Wielki Dół | część wsi |

Wieś biskupstwa krakowskiego w powiecie proszowickim w województwie krakowskim w końcu XVI wieku. W latach 1975–1998 miejscowość należała administracyjnie do województwa krakowskiego.
Legenda mówi, że nazwa pochodzi od porębu lasów, które niegdyś porastały te tereny.
W Porąbce znajduje się zabytkowa studnia, z której mieszkańcy dawniej czerpali wodę.